# Campioni d'Italia dilettanti (pallacanestro maschile)
Albo d'oro dei vincitori del titolo di Campioni d'Italia dilettanti della pallacanestro.

## Storia
Il titolo viene assegnato dal 2005-2006 alla squadra che vince il massimo torneo dilettantistico italiano di pallacanestro, fino al 2007-2008 la Serie B d'Eccellenza sostituita dalla Serie A Dilettanti fino alla stagione 2011-2012 quando è stata rinominata in Divisione Nazionale A.
A partire dalla stagione 2013-2014, con la riforma del campionato, il titolo viene assegnato alla vincitrice dei playoff tra le prime sette classificate della Divisione Nazionale A Gold, che sostituisce la LegaDue ed è la seconda categoria della pallacanestro italiana, e la vincitrice della Divisione Nazionale A Silver ex Divisione Nazionale A. Nella stagione successiva la Divisione Nazionale A viene rinominata Serie A2 e ai play off partecipano le prime otto squadre del girone Gold e le prime quattro del girone Silver.

## Albo d'oro
| Stagione  | Vincitore           | Finalista           | Serie | Campionato                          | Note                                                                                                  |
| 2005-2006 | V.L. Pesaro         | Triboldi            |       | Serie B d'Eccellenza                | titolo assegnato in gara unica                                                                        |
| 2006-2007 | Pistoia Basket      | Veroli Basket       | 2-0   | Serie B d'Eccellenza                | |
| 2007-2008 | Reyer Venezia       | N.B. Brindisi       |       | Serie B d'Eccellenza                | titolo assegnato con gara di andata e ritorno                                                         |
| 2008-2009 | Pall. Vigevano      | Latina Basket       | 3-1   | Serie A Dilettanti                  | |
| 2009-2010 | Barcellona          | Fulgor L. Forlì     | 3-1   | Serie A Dilettanti                  | |
| 2010-2011 | Brescia             | Trapani Shark       | 3-0   | Serie A Dilettanti                  | |
| 2011-2012 | Aquila Trento       | Basket Ferentino    |       | Divisione Nazionale A               | titolo assegnato con gara di andata e ritorno                                                         |
| 2012-2013 | PMS Torino          | Olimpia Matera      | 3-0   | Divisione Nazionale A               | |
| 2013-2014 | Aquila Trento       | Orlandina           | 3-0   | Divisione Nazionale A Gold e Silver | |
| 2014-2015 | PMS Torino          | Fortitudo Agrigento | 3-2   | Serie A2                            | |
| 2015-2016 | Brescia             | Fortitudo Bologna   | 3-2   | Serie A2                            | |
| 2016-2017 | Virtus Bologna      | Pall. Trieste       | 3-0   | Serie A2                            | |
| 2017-2018 | Pall. Trieste       | Junior Casale       | 3-0   | Serie A2                            | |
| 2018-2019 | Fortitudo Bologna   | Virtus Roma         |       | Serie A2                            | titolo assegnato con gara di andata e ritorno                                                         |
| 2019-2020 | -                   | -                   |       | Serie A2                            | titolo non assegnato                                                                                  |
| 2020-2021 | -                   | -                   |       | Serie A2                            | titolo non assegnato                                                                                  |
| 2021-2022 | Scaligera Verona    | Scafati Basket      |       | Serie A2                            | titolo assegnato in gara unica                                                                        |
| 2022-2023 | Vanoli Cremona      | -                   |       | Serie A2                            | titolo assegnato alla squadra promossa in Serie A meglio classificatasi al termine della seconda fase |
| 2023-2024 | Trapani Shark       | -                   |       | Serie A2                            | titolo assegnato alla squadra promossa in Serie A meglio classificatasi al termine della seconda fase |
| 2024-2025 | Amici Pall. Udinese | -                   |       | Serie A2                            | titolo assegnato alla squadra prima classificata al termine della fase di qualificazione              |

### Titoli per squadra
| Titoli | Squadra |
| 2      | PMS Torino Aquila Trento Brescia |
| 1      | Virtus Bologna V.L. Pesaro Pistoia Basket Reyer Venezia Pall. Vigevano Barcellona Pall. Trieste Fortitudo Bologna Scaligera Verona Vanoli Cremona Trapani Shark Amici Pall. Udinese |